# Леонкавалло, Руджеро
Руджеро Леонкавалло (итал. Ruggero Leoncavallo; 23 апреля 1857, Неаполь — 9 августа 1919, Монтекатини-Терме) — итальянский композитор эпохи веризма. Известен главным образом оперой «Паяцы», которая с момента своей премьеры в 1892 году не сходит со сцен театров по всему миру.

## Биография
Отец — Винченцо Леонкавалло, судья; мать — Вирджиния д’Аурио, из семьи неаполитанских художников и скульпторов.
Учился в Неаполитанской консерватории у Лауро Росси по классу композиции и у Беньямино Чези по классу фортепиано. В 1878 году окончил литературное отделение Болонского университета, где был учеником Джозуэ Кардуччи, получил звание доктора литературы.
В юности был отличным пианистом-аккомпаниатором; сохранились записи произведений в исполнении Леонкавалло и Энрико Карузо. Как аккомпаниатор гастролировал в Англии, Франции, Германии, Голландии, Египте. Некоторое время, продолжая сочинять музыку, работал учителем пения.

## Творчество
Автор более чем 20 опер, самая популярная из которых — «Паяцы» (либретто Леонкавалло, 1892, театр «Даль Верме», Милан). Известны также его оперы «Богема» (1897; один из вариантов названия — «Жизнь Латинского квартала»), «Заза» (1900), «Цыгане» (1912), «Царь Эдип» (1920, незавершена), «Роберт Берлинский». Автор оперетты «Маленькая королева роз» (1912), балета «Жизнь марионетки» (ок. 1900), романсов и песен, фортепианных сочинений.
Из романсов Леонкавалло наиболее известно «Утро» (Mattinata), написанное в 1904 году по заказу Gramophone Company специально для записи тенором Энрико Карузо на пластинку (под аккомпанемент композитора). Это была одна из первых песен, написанных с целью аудиозаписи, а не живого исполнения.